# Ettela'at

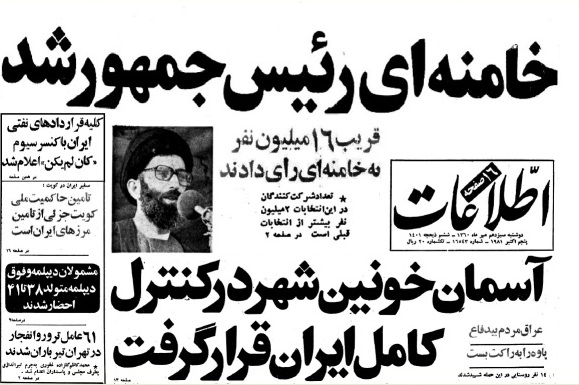
Portada del diario Ettela'at, en donde el entonces clérigo Alí Jamenei es elegido Presidente de Irán en 1981.

Ettela'at (en persa: اطلاعات transliterado como: Información) es un periódico de lengua persa que se publica en Irán. Está entre las publicaciones más antiguas del país.

## Historia y perfil
Ettala'at fue fundado en el año 1926. La circulación del periódico fue de 15.000 copias durante el reinado de Reza Shah. El texto posee una postura conservadora, y se enfoca en noticias del ámbito político, económico, social y cultural.

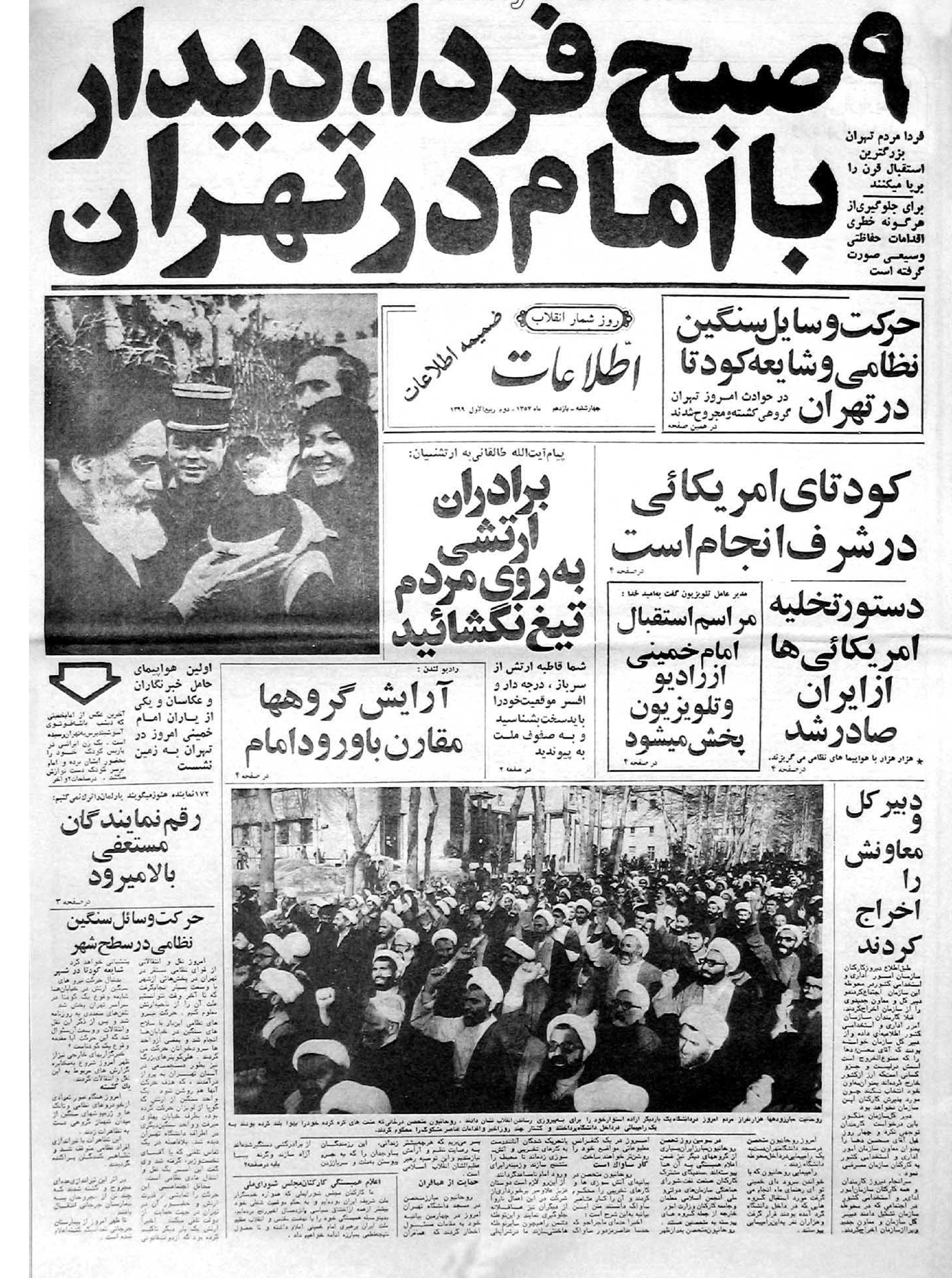
Portada del Ettela'at, en donde anuncia que el 1 de febrero de 1979, a las 9 de la mañana hubo un encuentro con el imán Ruhollah Jomeini en Teherán, durante la Revolución iraní.

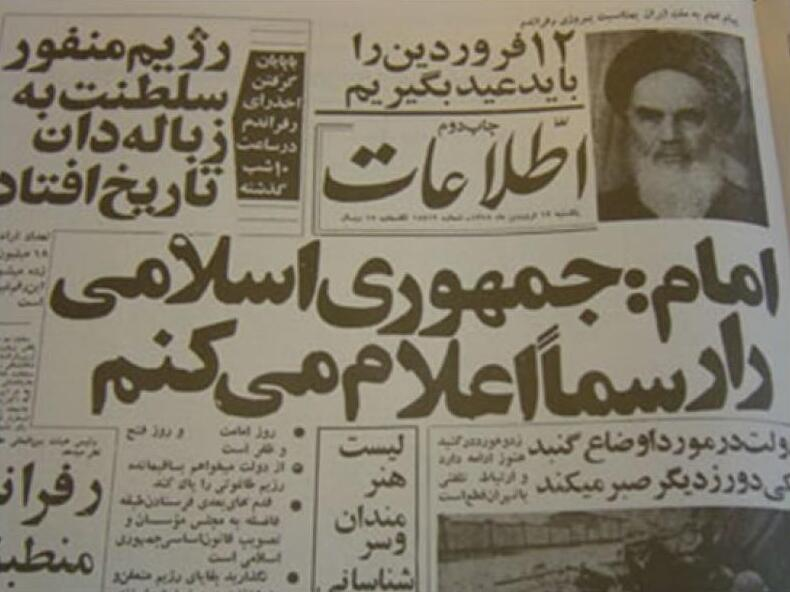
Primera página del Ettela'at, sobre el Día de la República Islámica de Irán.

El 6 de enero de 1978, apareció un artículo en el Ettela'at, en el que afirmaba que el Ayatolá Ruhollah Khomeini era un agente británico que estaba al servicio del colonialismo. Al día siguiente, varios clérigos protestaron en la ciudad de Qom y la policía exigió que se dispersasen. Tras resistirse a ello, la policía abrió fuego, y al menos 20 personas fueron asesinadas. Los medios de comunicación iraníes se mostraron indignados ante esta represión, por lo que poco a poco se elevó las tensiones que posteriormente condujeron al estallido de la Revolución iraní.
El 31 de enero de 1979, los periódicos Kayhan y Ettela'at  anunciaron que Jomeini regresaría desde París, para el día siguiente. Ettela'at publicó en aquel entonces que "mañana hacia las 9 de la mañana, el Imán estuvo de visita en Teherán." La noticia hizo que millones de personas de toda Irán fuesen a esperar su llegada en Teherán.
En 1979, el diario publicó Escuadrón de fusilamiento en Irán, una foto que muestra a militantes kurdos siendo ejecutados por autoridades iraníes. Posteriormente, la foto sería galardonada con el Premio Pulitzer en 1980, atribuido a un "Anónimo," pero más tarde en 2006, se reveló que el autor de la foto fue Jahangir Razmi.